# Estupros durante a ocupação soviética da Polônia
O tema do estupro durante a ocupação soviética da Polônia no final da Segunda Guerra Mundial na Europa esteve ausente da historiografia do pós-guerra até a dissolução da União Soviética, embora os documentos da época mostrem que o problema era sério durante e após a avanço das forças soviéticas contra a Alemanha nazista em 1944–1945. A falta de pesquisas por quase meio século sobre o escopo da violência sexual por homens soviéticos, escreveu Katherine Jolluck, foi ampliada pelos tabus tradicionais entre suas vítimas, que eram incapazes de encontrar "uma voz que os capacitasse para falar abertamente "sobre suas experiências de guerra", preservando sua dignidade." Joanna Ostrowska e Marcin Zaremba, da Academia Polonesa de Ciências, escreveram que os estupros de mulheres polonesas atingiram uma escala maciça durante a Ofensiva de Inverno do Exército Vermelho de 1945.
Entre os fatores que contribuíram para a escalada da violência sexual contra as mulheres, durante a ocupação da Polônia, estava um sentimento de impunidade por parte das unidades soviéticas individuais deixadas à própria sorte por seus líderes militares. Em busca de suprimentos alimentares e provisões - escreveu o Dr. Janusz Wróbel do IPN - os soldados saqueadores formaram gangues prontas para abrir fogo (como em Jędrzejów). O gado estava sendo conduzido para longe, os campos limpos de grãos sem recompensa e casas polonesas saqueadas. Em uma carta ao seu Voivode, um starosta do condado de Łódź alertou que a pilhagem de mercadorias de lojas e fazendas era frequentemente acompanhada de estupro de trabalhadores rurais como em Zalesie, Olechów, Feliksin e Huta Szklana, para não mencionar outros crimes, incluindo assassinato-estupro em Łagiewniki. Os saqueadores fortemente armados roubaram carros, carruagens puxadas por cavalos e até trens. Em sua próxima carta às autoridades polonesas, o mesmo starosta escreveu que o estupro e a pilhagem estavam fazendo com que a população temesse e odiasse o regime soviético.

## Ofensiva de inverno do Exército Vermelho de 1945

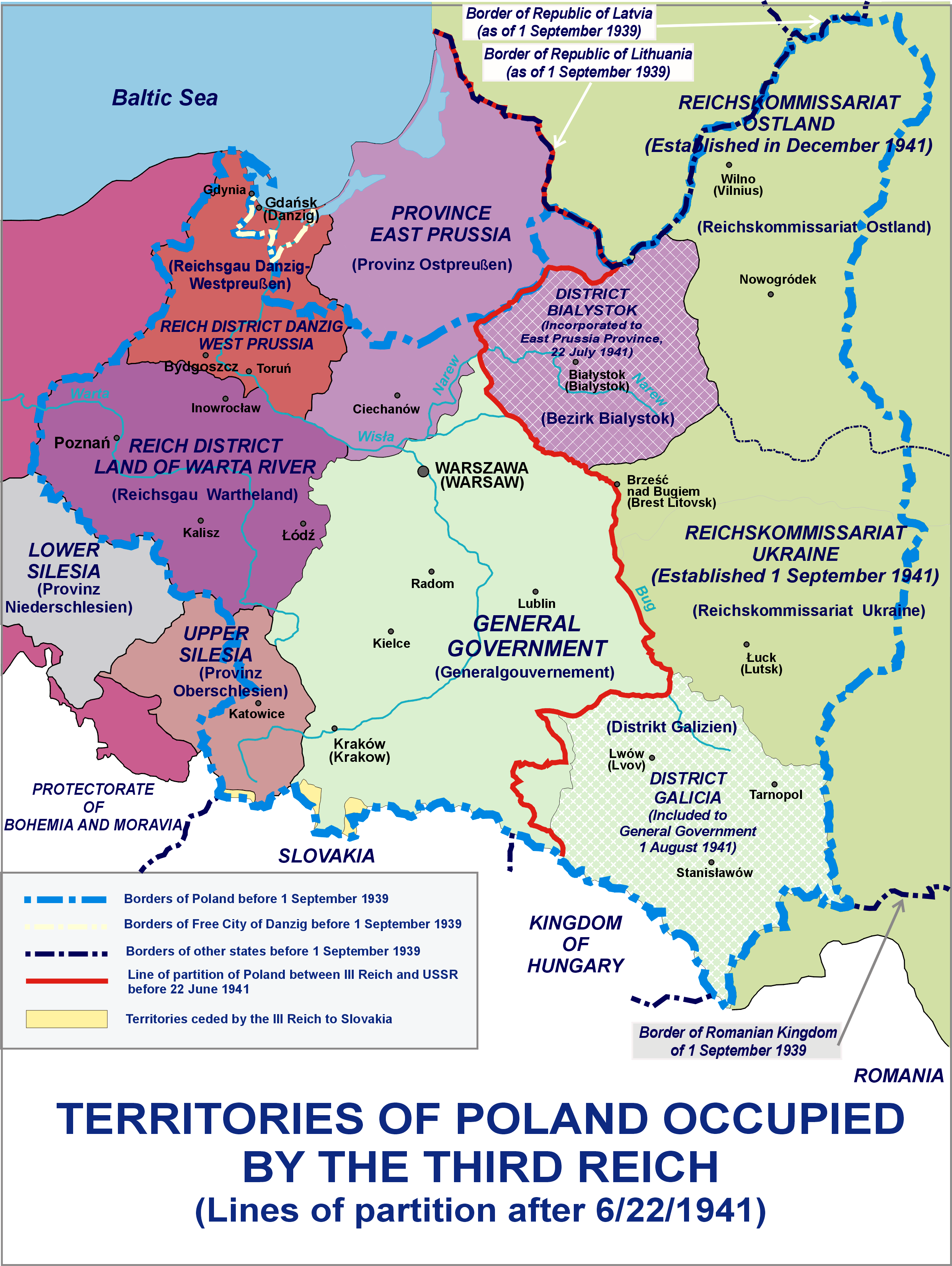
Regiões da Polônia ocupada durante a ofensiva soviética para o oeste

Casos de estupro em massa ocorreram nas principais cidades polonesas tomadas pelo Exército Vermelho. Em Cracóvia, a entrada soviética na cidade foi acompanhada por uma onda de estupros de mulheres e meninas e pelo roubo generalizado de propriedades pessoais. De acordo com o Prof. Chwalba da Universidade Jagiellonian, esse comportamento atingiu tal escala que os comunistas poloneses instalados na cidade pela União Soviética, escreveram uma carta de protesto ao próprio Joseph Stalin. Na estação principal de Cracóvia, os poloneses que tentaram resgatar as vítimas de estupro coletivo foram baleados. Enquanto isso, as missas da igreja eram realizadas na expectativa da retirada soviética.
As mulheres polonesas na Silésia foram alvo de estupro em massa com suas contrapartes alemãs, mesmo depois que a frente soviética se mudou muito mais para o oeste. Nos primeiros seis meses de 1945, em Dębska Kuźnia, 268 estupros foram registrados. Em março de 1945, perto de Racibórz, 30 mulheres capturadas em uma fábrica de linho foram trancadas em uma casa em Makowo e estupradas por um tempo sob ameaça de morte. A mulher que deu seu testemunho à polícia foi estuprada por quatro homens. Mulheres alemãs e polonesas foram presas nas ruas de Katowice, Zabrze e Chorzów e estupradas por soldados bêbados, geralmente ao ar livre. De acordo com Naimark, os militares do Exército Vermelho não se diferenciam segundo as linhas étnicas, ou entre vítimas e ocupantes.
Mulheres polonesas e alemãs em Vármia e Masúria passaram pela mesma provação, escreveram Ostrowska & Zaremba. Uma carta dos Territórios Recuperados afirmava que na cidade de Olsztyn em março de 1945, praticamente nenhuma mulher sobreviveu sem ser violada pelos estupradores soviéticos "independentemente de sua idade". Suas idades foram estimadas em uma faixa de 9 a 80 anos. Às vezes, uma avó, uma mãe e uma neta estavam entre as vítimas. As mulheres foram estupradas por uma gangue por até várias dezenas de soldados. Em uma carta de Gdańsk datada de 17 de abril de 1945, uma mulher polonesa que adquiriu trabalho perto da guarnição soviética relatou: "porque falamos polonês, fomos solicitados. No entanto, a maioria das vítimas foi estuprada até 15 vezes. Fui estuprada sete vezes. Foi horrível." Uma carta de Gdynia, escrita uma semana depois, dizia que o único recurso para as mulheres era se esconder nos porões o dia todo.

## A chegada da primavera
Há evidências de que uma lacuna nas diretrizes soviéticas pode ter contribuído para um número ainda maior de estupros cometidos contra mulheres polonesas por soldados do Exército Vermelho, de acordo com Jerzy Kochanowski, da Universidade de Varsóvia. As mulheres alemãs eram protegidas (pelo menos parcialmente) por instruções estritas sobre seu tratamento durante a transferência, emitidas pelo comando soviético. No entanto, não houve tais instruções, ou quaisquer instruções sobre os poloneses. No condado de Leszno, alguns "comandantes de guerra" começaram a alegar abertamente que seus soldados precisavam fazer sexo. Ao mesmo tempo, as fazendas dadas aos poloneses que chegavam de Kresy foram roubadas de qualquer coisa de valor pelo Exército Vermelho, especialmente equipamentos agrícolas deixados para trás pelos alemães.
Segundo Ostrowska & Zaremba, o mês de junho de 1945 foi o pior. Uma vítima de estupro coletivo de 52 anos de idade em Pińczów testemunhou que dois veteranos de guerra soviéticos voltando de Berlim disseram a ela que lutaram pela Polônia por três anos e, portanto, tinham o direito de ter todas as mulheres polonesas. Em Olkusz, doze estupros foram registrados em dois dias. No condado de Ostrów, 33 estupros foram registrados. O relatório da Milícia local afirmou que em 25 de junho perto de Cracóvia, um marido e uma criança foram mortos a tiros antes que uma mulher fosse estuprada em uma aldeia, enquanto em outra uma menina de 4 anos foi abusada sexualmente por dois homens soviéticos.  De acordo com estatísticas do Ministério da Saúde polonês, houve uma pandemia de doenças sexualmente transmissíveis em todo o país, afetando cerca de 10% da população em geral. Na Masúria, até 50% das mulheres foram infectadas.
De acordo com o historiador Wiesław Niesiobędzki, na Prússia Oriental (Prusy Wschodnie) muitas mulheres alemãs de etnia, alarmadas pelos nazistas, fugiram antes da ofensiva soviética, deixando as mulheres polonesas para suportar estupros e testemunhar o incêndio sistemático de casas saqueadas, por exemplo, na cidade de Iława, no final de janeiro de 1945, sob o comando do major soviético Konstantinov. A testemunha ocular Gertruda Buczkowska falou sobre um campo de trabalhos forçados perto de Wielka Żuława que empregava duzentas mulheres de etnia bielorrussa. No final de janeiro de 1945, Buczkowska viu seus corpos na neve enquanto fugia com sua mãe e cinco mulheres alemãs de Hamburgo que se juntaram a elas. As cinco alemãs foram encontradas nuas e mortas no porão de uma casa na rua Rybaków em Iława alguns dias depois.

## Retorno do trabalho forçado
De acordo com Ostrowska e Zaremba, mulheres polonesas levadas para a Alemanha para trabalho escravo foram estupradas em grande escala por soldados soviéticos, bem como por ex-prisioneiros de guerra. Em maio de 1945, na conferência de delegados de vários escritórios de repatriação, a resolução final declarou: “por meio de Stargard e Szczecin, há um movimento em massa de poloneses retornando do trabalho forçado no III Reich. Eles são alvo de constantes ataques de soldados individuais, bem como de grupos organizados. Ao longo da viagem, poloneses são frequentemente roubados e mulheres polonesas estupradas. Em nossa resposta à pergunta feita à delegação polonesa sobre se os estupros de mulheres polonesas podem ser considerados excepcionais, a administração do escritório local de repatriação declarou, com base no contato permanente com os poloneses que retornaram, que as mulheres são alvo de violência agressão como uma coisa natural, não o contrário". O historiador russo Ia. S. Drabkin sugeriu em uma entrevista de 1989 que "não foram os soldados que causaram a maioria dos problemas com estupros na administração da ocupação, mas os ex -prisioneiros de guerra soviéticos e cidadãos soviéticos que trabalhavam para o SVAG, que frequentemente usavam uniformes" que pareciam iguais.
Às vezes, mesmo a presença da milícia não poderia fornecer proteção adequada, visto que os milicianos eram frequentemente desarmados. Para as mulheres, os trens em movimento e as estações de trem eram especialmente perigosos, como em Bydgoszcz ou em torno de Radom e Legnica. A grave situação na Pomerânia foi descrita em um relatório de um agente da Delegatura Rządu na Kraj, citado por Ostrowska & Zaremba. Em alguns condados, houve "orgias de estupro". O comandante do quartel-general da milícia polonesa em Trzebiatów alertou todas as mulheres polonesas para que não saíssem sem escolta.
“Com quase dois milhões de desertores russos e ex-prisioneiros de guerra em liberdade na Europa ocupada pelos soviéticos, não é de se admirar que o banditismo da parte deles tenha se tornado um problema sério para a ocupação”, escreveu Naimark. O número de vítimas polonesas de estupro em 1944-1947 seria difícil de estimar com precisão.  A maior dificuldade em estimar seu número vem do fato de que a composição étnica das vítimas nem sempre foi declarada nos relatórios oficiais poloneses. De modo geral, a atitude dos soldados soviéticos em relação às mulheres de origem eslava era melhor que em relação às que falavam alemão. De acordo com Ostrowska & Zaremba, se o número de vítimas puramente polonesas poderia ter alcançado ou mesmo ultrapassado 100.000 ainda é uma questão de adivinhação.